# VR戰警
《VR特警》，最初在街機平台上推出。這款遊戲是基於Sega Model 2系統開發的，並於1995年移植到Sega Saturn主機上，隨後在1996年以《Virtua Squad》的名稱移植到Windows平台。Saturn版本支援Virtua Gun光線槍和Saturn滑鼠操作，並新增了一個「訓練模式」，該模式包含一個隨機生成的射擊場地。
Virtua Cop 以其即時3D多邊形圖形和貼圖技術而聞名，Sega將其宣傳為「世界上第一款採用貼圖技術的多邊形動作遊戲」。遊戲強調即時反應，敵人會根據被射擊的部位做出不同的反應。它也是首批允許玩家射穿玻璃的遊戲之一。其名稱源自於其3D圖形風格，這種風格先前曾在《Virtua Racing》和《Virtua Fighter》中使用，後來也應用於《Virtua Striker》。
儘管最初有人對其在一個以往使用真實數位化圖像（如《Lethal Enforcers》）的遊戲類型中引入3D多邊形技術持懷疑態度，但Virtua Cop最終取得了商業上的成功，並因其3D圖形、鏡頭系統、逼真的動畫以及能夠瞄準特定身體部位並產生真實反應的設計而受到廣泛好評。這款遊戲對後來的射擊遊戲產生了深遠影響，3D多邊形技術被後續的光線槍射擊遊戲（如1995年的《Time Crisis》和1996年的《The House of the Dead》）所採用，取代了以往使用的數位化圖像技術，同時也啟發了第一人稱射擊遊戲《GoldenEye 007》（1997年）。
Virtua Cop 之後推出了續作《Virtua Cop 2》和《Virtua Cop 3》。2002年8月25日和11月29日，這款遊戲與《Virtua Cop 2》一起在日本和歐洲的PlayStation 2平台上以《Virtua Cop: Elite Edition》（日本名為《Virtua Cop Rebirth》）的形式發行。該版本包含額外的畫廊內容，並支援Namco的G-Con 2光線槍。2004年，遊戲曾計劃移植到Nokia N-Gage掌機上，但在發行前被品質控制團隊取消，僅有極少數的測試版本被生產出來。

## 劇情

《VR戰警》於Underground Weapon Storage的決戰情景

有一探長在一住宅發現一違法軍火集團，而此集團是與一強大的犯罪集團，名為EVL有密切關係。他編譯了很多證據並且計劃將此軍火集團成之於法，但他的行動被軍火集團發現，最後被暗殺。不少探長所編譯的證據都被EVL搶回並藏於黑幫總部。警方方面收到一重要任務，他們必須要跟進案件，把探長的證據搶回，並且瓦解EVL犯罪集團。

## 操作
《VR戰警》是一個第一人稱視角射擊遊戲，玩法基本上與《死亡之屋》（House of the Dead）及《火線危機》（Time Crisis）雷同。無論是街機或是PC，玩家必須要有光線槍才可玩此遊戲。在遊戲中，玩家會化身為警察麥克・哈帝(Michael Hardy)及傑米・庫魯斯(James Cools)，以各式各樣的槍械對付罪犯。射殺罪犯時要小心，因為平民有可能會在不同情節出現（出現時會大叫Help Me或Don't Shoot Me），如果誤殺平民不但會失去新槍械，而且會少一條命。通常玩家一開始會有最基本的左輪手槍，一共有六發子彈，當子彈用完時會顯示「Reload」字眼。有時候射殺罪犯及打碎物品可得到新槍械，但不是所有槍械都可裝填，如Magnum及Auto Machine Gun即不可重新裝填。
每一關卡都會分為三情節，而玩家到關卡的最後都要面對一个BOSS，玩家必須將BOSS殺掉才可過關。

### 關卡
- Beginner - Arms Black Market：此關卡在一處貨櫃碼頭，罪犯大多為西裝黑幫份子，BOSS為寇克(コング)，並手持M202 FLASH，小說版公布其全名為寇克・多明尼克(コング・ドミニク)。
- Medium - Underground Weapon Storage：此關卡在水泥廠(實際是EVL秘密軍火庫)，BOSS為基克(キング)，他手持火焰喷射器，而且經常招喚手下攻擊玩家，是寇克的哥哥，小說版公布其全名為基克・多明尼克(キング・ドミニク)。
- Expert - Gang Headquarters：此關卡在EVL公司大樓，人質方面新加办公室女职员。此關卡共有兩個BOSS，第一位BOSS為EVL公司董事長艾爾頓・威爾(エルドン・ヴァイル)並搭乘戰鬥機器人，第二位最終BOSS是喬・范格(Joe・Fang/ジョー・ファング)並搭乘戰鬥直升機迎擊主角。

## 影響
作為著名的第一人稱視角射擊及光線槍遊戲，VR戰警在遊戲界的影響也相對甚大。後期不少的射擊遊戲，如死亡之屋及火線危機、甚至是生化危機系列遊戲，引用VR戰警的射擊風格。

## 外部連結
- VR戰警於Killer List of Videogames網站 （页面存档备份，存于）（英文）
- VR戰警於MobyGames網站 （页面存档备份，存于）（英文）
- VR戰警影片 （页面存档备份，存于）

1. ↑  . The Arcade Flyer Archive. Sega.   [24 April 2021]. （原始内容存档于2022-02-18）.
2. ↑   (PDF). Computer & Video Games. No. 156 (November 1994) (EMAP). 15 October 1994: 6–7 (7)  [2025-01-29]. （原始内容存档 (PDF)于2023-08-22）.
3. ↑  . Maximum: The Video Game Magazine. No. 2 (Emap International Limited). November 1995: 117.
4. ↑  . Business Wire. November 11, 1996  [August 11, 2021]. （原始内容存档于December 5, 2015） –The Free Dictionary.
5. ↑  . GameSpot. May 31, 2002  [July 8, 2024]. （原始内容存档于August 25, 2004） （美国英语）.
6. ↑  Bramwell, Tom. . Eurogamer. November 29, 2002  [July 8, 2024]. （原始内容存档于2023-03-30）.
7. ↑  Hickman, Sam. . Sega Saturn Magazine. No. 2 (Emap International Limited). December 1995: 34–39.
8. ↑  . The Arcade Flyer Archive. Sega Enterprises. 1994  [24 April 2021]. （原始内容存档于2021-04-24）.
9. ↑  . RePlay. Vol. 20 no. 3. December 1994: 19.
10. ↑  Guise, Tom. . Sega Saturn Magazine. No. 1 (Emap International Limited). November 1995: 42–45.
11. ↑   (PDF). Electronic Gaming Monthly. No. 78 (Sendai Publishing). January 1996: 102–3  [2025-01-29]. （原始内容存档 (PDF)于2018-08-10）.
12. ↑  Nork, Christian. . n-page.de. July 26, 2004  [2019-04-07]. （原始内容存档于2018-08-27） （德语）.